# Gyaltsen Tsangpo
Gyaltsen Tsangpo  (1497-1548) was een Tibetaans geestelijke.
Hij was de achttiende Ganden tripa van 1546 tot 1548 en daarmee de hoofdabt van het klooster Ganden en hoogste geestelijke van de gelugtraditie in het Tibetaans boeddhisme.